# Sanie la Jocurile Olimpice de iarnă din 2018 - Proba de dublu
Proba de sanie, proba de dublu masculin de la Jocurile Olimpice de iarnă din 2018 de la Pyeongchang, Coreea de Sud a avut loc pe 14 februarie 2018 la Olympic Sliding Centre.

## Program
Orele sunt orele Coreei de Sud (ora României + 7 ore).
| Dată         | Ora         | Rundă        |
| ------------ | ----------- | ------------ |
| 14 februarie | 20:20-22:25 | Seria 1 și 2 |

## Rezultate
Prima serie a început la ora 20:20, iar a doua la 21:30. 
| Loc | Număr de concurs | Sportivi                              | Țară                         | Seria 1 | Loc | Seria 2 | Loc | Total    | În plus |
| --- | ---------------- | ------------------------------------- | ---------------------------- | ------- | --- | ------- | --- | -------- | ------- |
| 1   | 3                | Tobias Wendl Tobias Arlt              | Germania                     | 45,820  | 1   | 45,877  | 1   | 1:31,697 | –       |
| 2   | 5                | Peter Penz Georg Fischler             | Austria                      | 45,891  | 2   | 45,894  | 2   | 1:31,785 | +0,088  |
| 3   | 4                | Toni Eggert Sascha Benecken           | Germania                     | 45,931  | 3   | 46,056  | 3   | 1:31,987 | +0,290  |
| 4   | 12               | Thomas Steu Lorenz Koller             | Austria                      | 46.172  | 5   | 46,112  | 5   | 1:32,284 | +0,587  |
| 5   | 9                | Tristan Walker Justin Snith           | Canada                       | 46,134  | 4   | 46,235  | 6   | 1:32,369 | +0,672  |
| 6   | 2                | Andris Šics Juris Šics                | Letonia                      | 46,336  | 9   | 46,106  | 4   | 1:32,442 | +0,745  |
| 7   | 11               | Ivan Nagler Fabian Malleier           | Italia                       | 46,320  | 8   | 46,243  | 7   | 1:32,563 | +0,866  |
| 8   | 16               | Justin Krewson Andrew Sherk           | Statele Unite ale Americii   | 46,310  | 7   | 46,342  | 10  | 1:32,652 | +0,955  |
| 9   | 18               | Park Jin-yong Cho Jung-myung          | Coreea de Sud                | 46,396  | 10  | 46,276  | 8   | 1:32,672 | +0,975  |
| 10  | 8                | Matthew Mortensen Jayson Terdiman     | Statele Unite ale Americii   | 46,244  | 6   | 46,443  | 13  | 1:32,687 | +0,990  |
| 11  | 1                | Alexander Denisyev Vladislav Antonov  | Sportivii Olimpici ai Rusiei | 46,437  | 11  | 46,344  | 11  | 1:32781  | +1,084  |
| 12  | 7                | Wojciech Chmielewski Jakub Kowalewski | Polonia                      | 46,609  | 13  | 46,478  | 14  | 1:33,087 | +1,390  |
| 13  | 14               | Lukáš Brož Antonín Brož               | Cehia                        | 46,570  | 12  | 46,582  | 16  | 1:33,152 | +1,455  |
| 14  | 6                | Oskars Gudramovičs Pēteris Kalniņš    | Letonia                      | 46,890  | 17  | 46,317  | 9   | 1:33,207 | +1,510  |
| 15  | 10               | Ludwig Rieder Patrick Rastner         | Italia                       | 46,709  | 14  | 46,567  | 15  | 1:33,276 | +1,579  |
| 16  | 15               | Andrei Bogdanov Andrei Medvedev       | Sportivii Olimpici ai Rusiei | 47,106  | 19  | 46,402  | 12  | 1:33,508 | +1,811  |
| 17  | 19               | Marek Solčanský Karol Stuchlák        | Slovacia                     | 46,780  | 15  | 46,811  | 17  | 1:33,591 | +1,894  |
| 18  | 20               | Matěj Kvíčala Jaromír Kudera          | Cehia                        | 46,818  | 16  | 46,910  | 18  | 1:33,728 | +2,031  |
| 19  | 13               | Cosmin Atodiresei Ștefan Musei        | România                      | 47,101  | 18  | 47,171  | 19  | 1:34,272 | +2,575  |
| 20  | 17               | Oleksandr Obolonchyk Roman Zakharkiv  | Ucraina                      | 48,316  | 20  | 47,401  | 20  | 1:35,717 | +4,020  |